# Луиза (лунный кратер)
Кратер Луиза (лат. Louise) — маленький ударный кратер находящийся в юго-западной части Моря Дождей на видимой стороне Луны. Название присвоено по французскому женскому имени и утверждено Международным астрономическим союзом в 1979 г.

## Описание кратера
Ближайшими соседями кратера являются кратер Диофант на юге и крохотные кратеры - Самир на западе; Изабель на юге-юго-востоке; Валтер на юго-востоке. На севере от кратера Луиза находится борозда Диофанта и далее кратер Делиль, на северо-западе - пик Делиля.
Селенографические координаты центра кратера 28°29′ с. ш. 34°12′ з. д. / 28,49° с. ш. 34,2° з. д., диаметр 0,64 км, глубина 260 м.
Кратер имеет циркулярную чашеобразную форму, объем кратера составляет приблизительно 0,02 км³. Собственное название кратер получил только потому, что был отмечен на фототопографической карте 39B2S1(25), впоследствии названия с данной карты были утверждены Международным астрономическим союзом.
Кратер Луиза включен в список кратеров с яркой системой лучей Ассоциации лунной и планетарной астрономии (ALPO).

## Сателлитные кратеры
Отсутствуют